# Las Lajas (Honduras)
Las Lajas – gmina (municipio) w środkowym Hondurasie, w departamencie Comayagua. W 2010 roku zamieszkana była przez ok. 7,8 tys. mieszkańców. Siedzibą administracyjną jest miasteczko Las Lajas.

## Położenie
Gmina położona jest w północnej części departamentu. Graniczy z 3 gminami:
- La Libertad od północy i wschodu,
- Ojos de Agua od południa,
- Meámbar od zachodu.

## Miejscowości
Według Narodowego Instytutu Statystycznego Hondurasu na terenie gminy położone były następujące miejscowości:
- Las Lajas
- Buen Pastor
- Dulce Nombre
- La Dalia
- Las Piñas
- Los Portones
- Nueva Concepción
- San Manuel de La Parra
- Santa Rosa
- Valle Sucio

## Demografia
Według danych honduraskiego Narodowego Instytutu Statystycznego na rok 2010 struktura wiekowa i płciowa ludności w gminie przedstawiała się następująco:
| Wiek      | 0–3 | 4–6 | 7–12  | 13–17 | 18–24 | 25–64 | 65+ | razem |
| Las Lajas | 969 | 708 | 1 347 | 1 024 | 908   | 2 590 | 219 | 7 766 |
| Mężczyźni | 488 | 356 | 679   | 527   | 448   | 1 268 | 111 | 3 879 |
| Kobiety   | 481 | 352 | 668   | 497   | 459   | 1 322 | 108 | 3 887 |